# Gregory Nava
 (juillet 2024).
 (juillet 2024).
 (avril 2019).
Si vous disposez d'ouvrages ou d'articles de référence ou si vous connaissez des sites web de qualité traitant du thème abordé ici, merci de compléter l'article en donnant les références utiles à sa vérifiabilité et en les liant à la section « Notes et références ».
Pour les articles homonymes, voir Nava.
Gregory Nava est un réalisateur, scénariste, producteur, directeur de la photographie et monteur américain.
Nava fait des études de bon augure dans les milieux des années 1970 avec Confessions d'Amans.[pas clair] Ce film a été tourné avec un budget faible, avec un scénario écrit par lui-même et son épouse Ann Thomas (également cinéaste), il a gagné le festival du film international de Chicago meilleur premier long métrage Award en 1976.[pas clair] Son film de 1983 El Norte est une chronique de voyage. Il est le scénariste du film Frida en 2002. Lui et son épouse ont eu une nomination aux Oscars pour le meilleur scénario original. En 1995, My Family Nava/Mi Familia est également impressionné[pas clair] par son réalisme magique et un mélange homogène de pathos et de la comédie. Le film My Familia parle de thèmes culturels forts et du quotidien d'une famille d'immigrants, essayant de trouver leur chemin aux États-Unis.

## Biographie
Nava est né le 10 avril 1949 à San Diego, Californie (États-Unis). Il est d'origine Mexicaine et Basque. Il est diplômé de l'école secondaire St Augustine à San Diego. Il a été formé à l'UCLA (école de cinéma) où il est diplômé des beaux arts.

## Filmographie

### Comme réalisateur
- 1977 : The Confessions of Amans
- 1983 : El Norte
- 1988 : A Time of Destiny
- 1995 : Rêves de famille (My Family)
- 1997 : Selena
- 1998 : Ménage à quatre (Why Do Fools Fall in Love)
- 1999 : The 20th Century: American Tapestry (TV)
- 2002 : American Family (série TV)
- 2007 : Les Oubliées de Juarez (Bordertown)

### Comme scénariste
- 1977 : The Confessions of Amans
- 1982 : The End of August
- 1988 : A Time of Destiny
- 1995 : Rêves de famille (My Family)
- 1997 : Selena
- 2002 : Frida
- 2007 : Les Oubliées de Juarez (Bordertown)

### Comme producteur
- 1977 : The Confessions of Amans
- 1981 : The Haunting of M
- 1998 : Ménage à quatre (Why Do Fools Fall in Love)
- 1999 : The 20th Century: American Tapestry (TV)
- 2002 : American Family (série TV)
- 2005 : Behind the Mask of Zorro (TV)
- 2007 : Les Oubliées de Juarez (Bordertown)

### Comme directeur de la photographie
- 1977 : The Confessions of Amans
- 1981 : The Haunting of M

### Comme monteur
- 1977 : The Confessions of Amans

## Récompenses et nominations

### Récompenses
En 1995, Grégory Nava obtient l'ALMA AWARD du meilleur film grâce au film "My Family"
En 1998, Nava a l'ALMA AWARD du meilleur réalisateur latino pour "Selena" et en 1999 pour Why Do Fools Fall in Love.
En 2011, il décroche  l'ALMA AWARD" pour l'ensemble de sa carrière.
Pour le court- métrage "The Journal  of Diego Rodriguez Silva" Nava remporte le Best Dramatic Film Award au National Student Film Festival "

### Nominations
En 1985, Nava a été nommé pour l'Oscar du meilleur scénario original ainsi que pour le Writers Guild of America Awards pour le film "El Norte".
En 2004, il a été nommé pour "Primetime Emmy Award" de la meilleure mini-série.[pas clair]
Une de ses meilleurs réalisation, Les oubliées de Juarez a été nommée huit fois.